# Opineo.pl

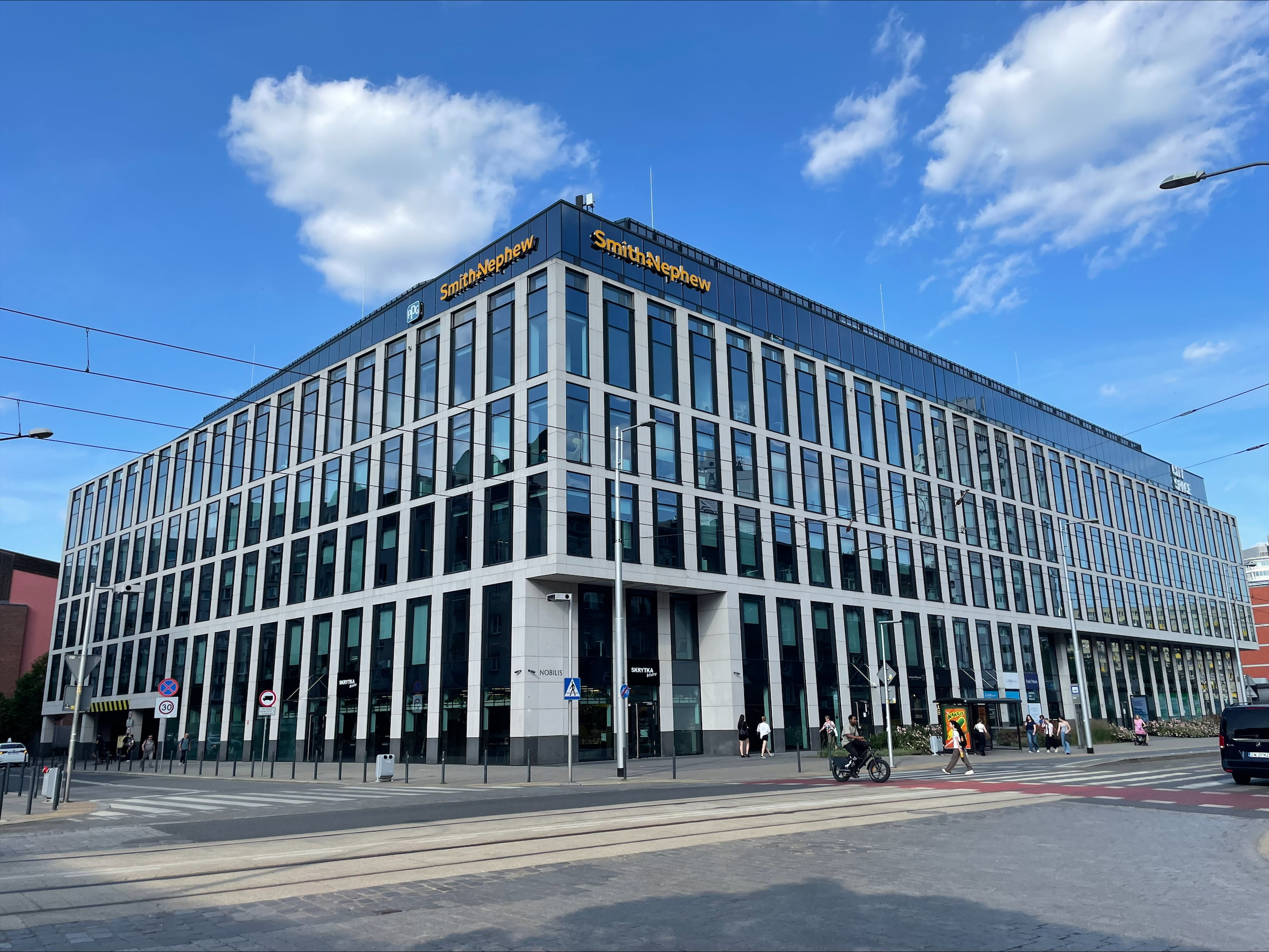
Siedziba Opineo.pl znajduje się we Wrocławiu przy ulicy Marii Curie-Skłodowskiej 12.

Opineo.pl – polska platforma internetowa założona w 2006 roku, specjalizująca się w zbieraniu i publikowaniu opinii konsumenckich na temat sklepów internetowych, produktów oraz usług. Serwis umożliwia użytkownikom w podejmowanie decyzji zakupowych, a firmom – budowanie reputacji i zaufania w branży e-commerce. Od 2018 roku należy do Ringier Axel Springer Polska.

## Działalność
Opineo.pl koncentruje się na dostarczaniu informacji zakupowych, opartych na recenzjach sklepów internetowych, produktów oraz usług wystawianych przez konsumentów po dokonaniu transakcji. Opinie publikowane w serwisie są weryfikowane i pochodzą od użytkowników, którzy rzeczywiście skorzystali z usług danego sklepu, co potwierdzane jest poprzez system potransakcyjnych ankiet. Opinie oznaczone jako „Wiarygodna Opinia” są zbierane bezpośrednio po zakupie i potwierdzają faktyczne dokonanie transakcji. Autorzy opinii oceniają m.in. szybkość realizacji zamówienia, jakość obsługi klienta oraz sposób zapakowania przesyłki.
Według danych serwisu, Opineo.pl zgromadziło ponad 18 milionów opinii, generuje 1,1 mln odsłon miesięcznie a 762 tys. konsumentów odwiedza serwis co miesiąc.

## Użytkownicy
Użytkownicy Opineo to głównie osoby w wieku 18–44 lat, mieszkańcy dużych miast, korzystający ze smartfonów podczas zakupów internetowych i poszukujący informacji o produktach oraz sklepach przed dokonaniem zakupu.

## Usługi
Opineo.pl udostępnia rozwiązania służące wspieraniu komunikacji między konsumentami a firmami, których celem jest wzmacnianie zaufania do marek oraz zwiększanie ich widoczności konkurencyjnej poprzez gromadzenie wiarygodnych opinii użytkowników. Do zestawu narzędzi należą:
- OpiConnect – funkcja umożliwiająca bezpośredni kontakt między firmą a autorem opinii. Użytkownik, po wymianie wiadomości z przedstawicielem firmy, może wycofać wcześniejszą recenzję i dodać nową. Funkcjonalność ta sprzyja przejrzystości procesów komunikacyjnych oraz stanowi narzędzie umożliwiające pozasądowe rozstrzyganie ewentualnych sporów między stronami[9].
- System Wiarygodnych Opinii – mechanizm gromadzenia opinii potransakcyjnych, oparty na automatycznych ankietach przesyłanych użytkownikom po dokonaniu zakupu. Opinie opatrzone oznaczeniem „Wiarygodna Opinia” pochodzą z potwierdzonych transakcji, co zwiększa ich autentyczność i zaufanie do ocenianych podmiotów i wspiera budowanie zaufania do firm w przestrzeni e-commerce[9].
- Wiarygodny system ankietowania – narzędzie umożliwiające firmom zbieranie opinii klientów za pomocą dedykowanego skryptu integrującego się ze stroną sklepu. Rozwiązanie to ma na celu zapewnienie spójności, rzetelności i przejrzystości procesu zbierania i publikowania opinii[9][6].

## Ranking Opineo
Opineo.pl co roku organizuje „Ranking Sklepów Internetowych Opineo”, którego celem jest wyróżnienie najlepiej ocenianych sprzedawców internetowych w różnych kategoriach branżowych. Zwycięzcy otrzymują tytuł „Laur Opineo”. Ranking opiera się na potransakcyjnym systemie opinii konsumenckich, co oznacza, że recenzje są wystawiane przez klientów, którzy dokonali zakupu w danym sklepie internetowym. Kluczowe kryteria oceny obejmują szybkość realizacji zamówienia, poziom obsługi klienta oraz jakość zapakowania przesyłki. Oprócz tych wskaźników, uwzględniana jest także otwartość sklepów na dialog z konsumentami oraz reagowanie na opinie.
Metodologia rankingu Opineo.pl została pozytywnie zaopiniowana przez firmę badawczą Nielsen, która potwierdziła jej przejrzystość i rzetelność. Takie podejście pozwala nie tylko ocenić jakość usług, lecz również ukazać poziom zaangażowania firm w relacje z klientami, co czyni ranking narzędziem kompleksowo odzwierciedlającym pozycję sklepu w branży e-commerce.

## Reklama i współpraca z Onet ADS
Opineo.pl jest zintegrowane z panelem reklamowym Onet Ads, tworząc wspólną infrastrukturę marketingową wykorzystywaną do działań promocyjnych. Onet Ads to samoobsługowa platforma reklamowa należącą do Ringier Axel Springer Polska – właściciela Opineo.pl – umożliwiająca prowadzenie kampanii reklamowych rozliczanych w modelach efektywnościowych (Cost-Per-Action). Dzięki tej integracji Opineo.pl stanowi istotny kanał dotarcia do konsumentów zainteresowanych zakupami online, oferując reklamodawcom dostęp do narzędzi marketingowych oraz możliwość prezentacji produktów zarówno na stronie serwisu, jak i szerszym ekosystemie cyfrowym RAS Polska.